# Lorenzo Carraro
Lorenzo Carraro, né le 20 novembre 1953, à La Spezia, en Italie, est un ancien joueur italien de basket-ball. Il évolue durant sa carrière aux postes d'arrière.

## Palmarès
- 3e du championnat d'Europe 1975